# Anton Varabei
Anton Varabei (né le 2 septembre 1985 à Minsk en Biélorussie) est un coureur cycliste canadien.

## Palmarès

### Par année
- 2012
  - KW Classic
  - 3e de la Calabogie Road Classic
- 2013
  - Steve Bauer Classic
- 2014
  - 4e étape de la San Dimas Stage Race
- 2015
  - 2e étape du Tour du Costa Rica
- 2016
  - 2e étape de la Green Mountain Stage Race
- 2017
  - Calabogie Road Classic
- 2018
  - 2e étape de la Tucson Bicycle Classic
  - 2e de la Tucson Bicycle Classic

### Classements mondiaux
| Année                                 | 2013 | 2014 | 2015 | 2016 | 2017 | 2018 | 2019  |
| ------------------------------------- | ---- | ---- | ---- | ---- | ---- | ---- | ----- |
| Classement mondial                    |      |      |      | nc   | nc   | nc   | 3220e |
| UCI America Tour                      | 320e | 357e | 315e | nc   | nc   | nc   | 544e  |
|                                       |      |      |      |      |      |      |       |
| Légende : nc = non classéSource : UCI |      |      |      |      |      |      |       |